# Tossa de Mar
Tossa de Mar ist ein vielbesuchtes katalanisches Seebad mit historischem Altstadtkern und Festung an der Costa Brava in der Comarca La Selva der Provinz Girona (Spanien).

## Lage und Geografie
Tossa de Mar liegt in einer Bucht zwischen steil zum Mittelmeer abfallenden Felsenklippen ca. 90 km nordöstlich von Barcelona und 85 km südwestlich von Portbou an der französischen Grenze. Tossa wird durch den gleichnamigen Tossa-Fluss (Riera de Tossa) durchflossen, der unterhalb der Stadtmauer ins Meer mündet. Die Vegetation ist von Korkeichen-, Pinien- und Kiefern-Wäldern inmitten des zerklüfteten Küstengebirges (Massís de l’Ardenya) geprägt. Zwischen den Kaps liegen kleine Strandbuchten, von denen zwei mit der Blauen Flagge ausgezeichnet wurden. Das größte Naturschutzgebiet weiter im Binnenland ist der Nationalpark in den Gavarres-Bergen, der zu den am 14. Dezember 1992 durch die katalanische Regierung gesetzlich ausgewiesenen Pla d’Espais d’Interès Natural-Arealen zählt.

## Geschichte

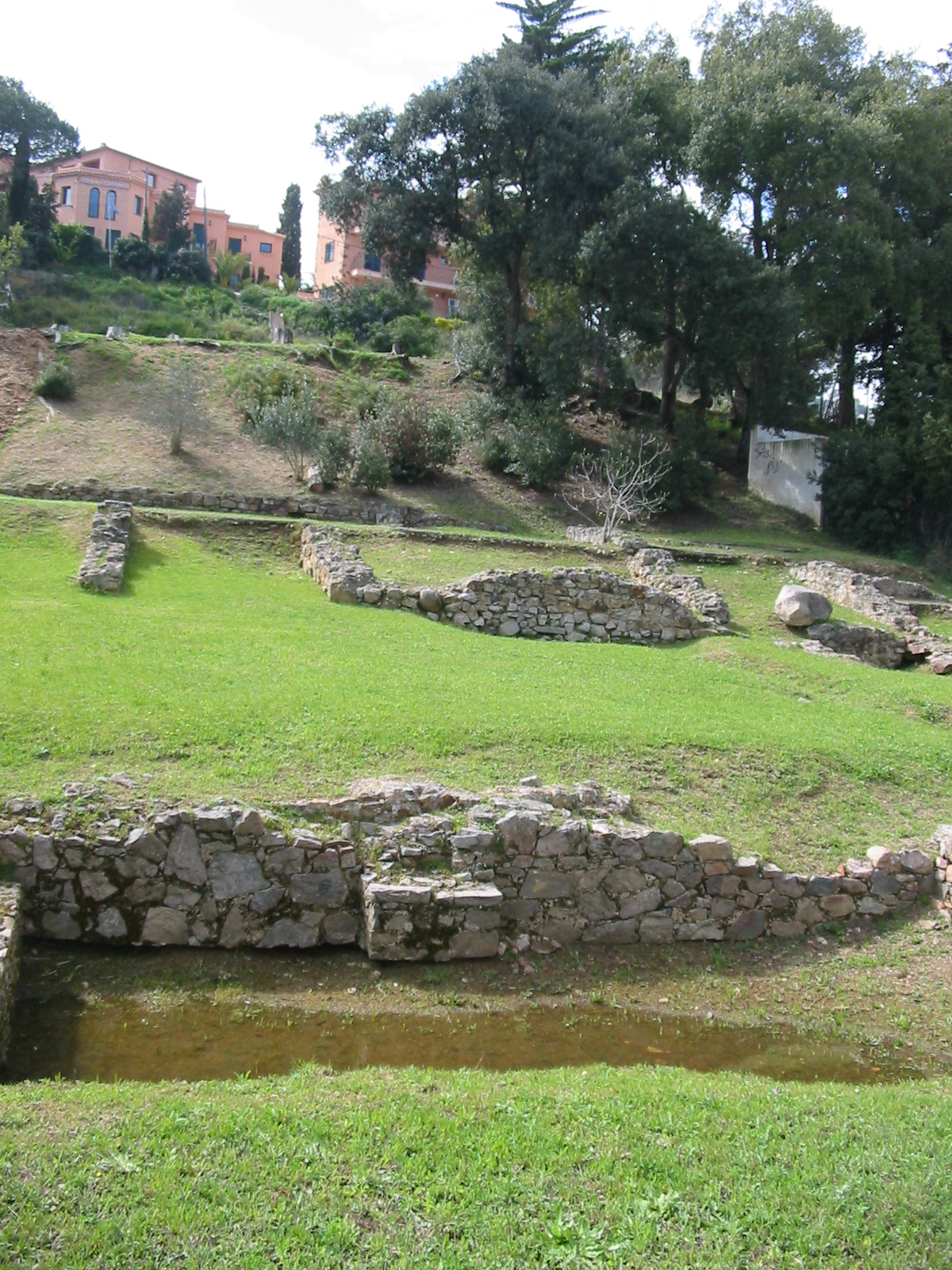
Römische Ausgrabungsstätte

Archäologischen Funden zufolge (Steinwerkzeuge und Keramik) war die Gegend um Tossa de Mar bereits im Neolithikum besiedelt. In dem Gebirge um Tossa findet sich mit den Paradolmen d’en Garcia und Paradolmen de Ses Rates steinzeitliche Gräber. Eine römische Siedlung mit iberischem Vorläufer wurde 1914 am heutigen westlichen Ortsrand entdeckt. Die Ausgrabungen von 1934 förderten die Ruinen einer Ölmühle, einer Villa, einer Therme sowie Münzen aus dem 1. bis 4. nachchristlichen Jahrhundert zu Tage. Von einem Fußbodenmosaik sind uns der Name der Siedlung – Turissa – sowie des Villenbesitzers – Salvo Vitale – überliefert.
Im frühen Mittelalter erscheinen die Besitzverhältnisse Tossas in einigen Dokumenten. 966 trat Graf Miró von Barcelona das Gelände an die Benediktiner-Abtei Santa Maria de Ripoll ab; diese behielt die formale Hoheit über das Umland bis zum Ende des Feudalismus in Spanien 1835. 1187 verlieh der Abt von Ripoll Tossa de Mar Stadtrecht.
Zwischen dem 12. und 14. Jahrhundert wurde die Siedlung ummauert und mit 7 Befestigungstürmen versehen. Auf dem Hügel Guardí entstand eine Kirche, deren Ruine noch teilweise erhalten ist. Die Festung zum Schutz gegen Piraten wurde im 16. Jahrhundert unter Philipp II. oben auf dem Hügel durch einen Wachturm, genannt Torre dels Moros („Mauren-Turm“), erweitert.
Um 1500 wurden die ersten Häuser außerhalb der Stadtmauern überliefert, und in den nächsten Jahrhunderten setzte sich die Expansion des Ortes innerhalb seiner natürlichen Grenzen zwischen den Felsgebirgen fort.
Bis vor dem Zweiten Weltkrieg waren Land- und Forstwirtschaft die Haupteinnahmequellen von Tossa de Mar. Kork wurde weltweit exportiert und der lokale Wein war ebenfalls sehr geschätzt. Fischfang lag, obwohl der Ort an der Küste liegt, nur an dritter Stelle und ist heute noch der Lebenserwerb einiger weniger lokaler Familien. In der ersten Hälfte des 20. Jahrhunderts entdeckten Literaten und Künstler die pittoreske Kulisse des Ortes; denn es handelt sich um die einzige Küstenstadt an der Costa Brava, deren Stadtbefestigung um den historischen Altstadtkern fast noch komplett erhalten ist. Marc Chagall, der die Szenerie von Tossa in den 1930er Jahren häufig zu seinem Motiv wählte, nannte die Stadt Das blaue Paradies.
Der touristische Aufschwung der Gemeinde begann, nachdem in Tossa 1951 der Film Pandora und der Fliegende Holländer mit Ava Gardner und James Mason gedreht worden war. Am Bauboom der 1960er und 1970er Jahre zum Aufbau des Pauschaltourismus an der Costa Brava hatte Tossa de Mar kaum teil; jedoch stößt die Infrastruktur in den Spitzenzeiten der Sommermonate, in denen Tossa das Zehnfache seiner Einwohnerzahl an Besucherströmen zu verkraften hat, an seine Kapazitätsgrenzen. Nachdem der Hauptstrand mittlerweile zusätzlich für Freizeitboote geöffnet wurde, ist er in den beiden Sommermonaten stark genutzt.

## Tourismus

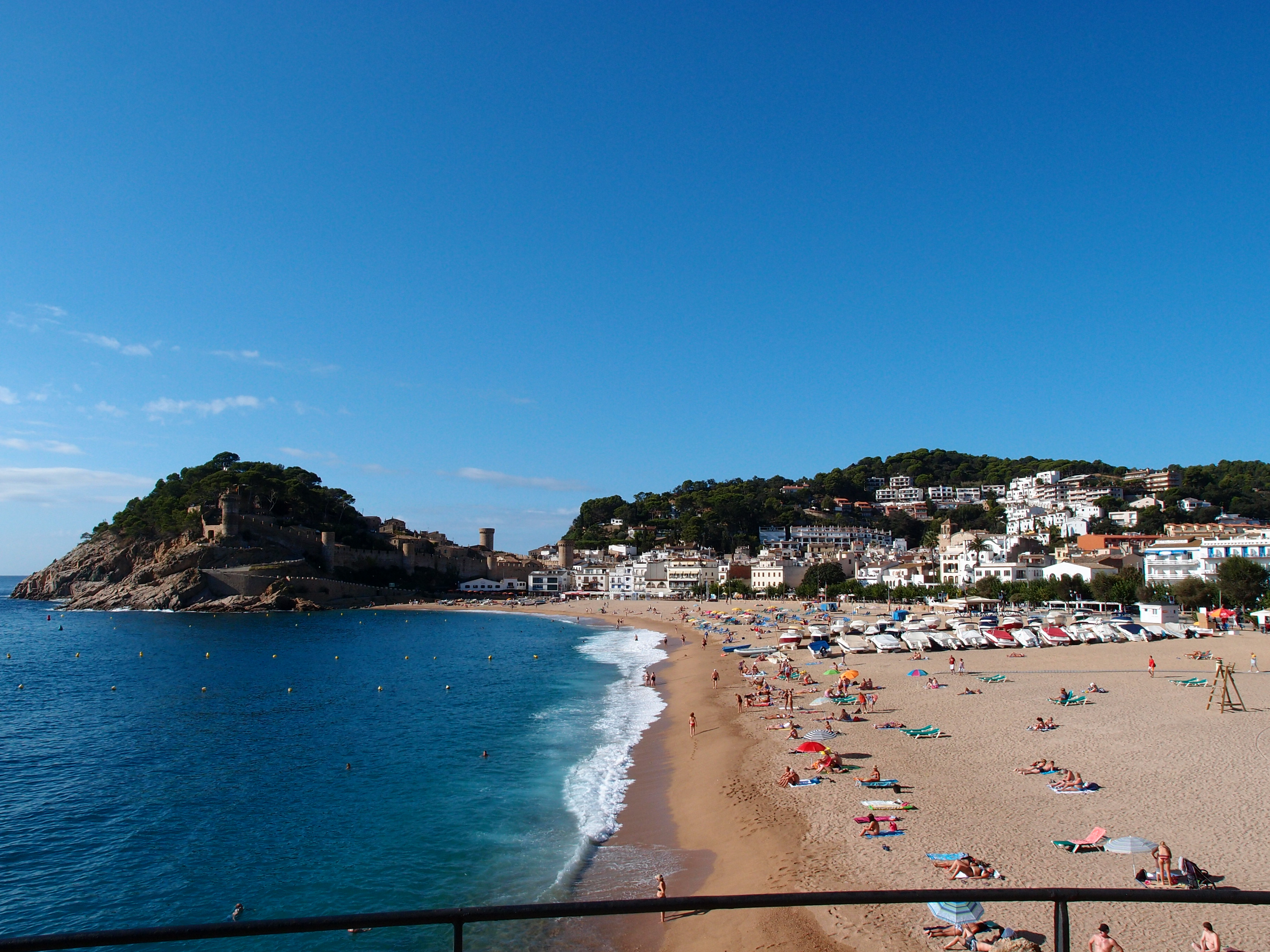
Sandstrand von Tossa de Mar

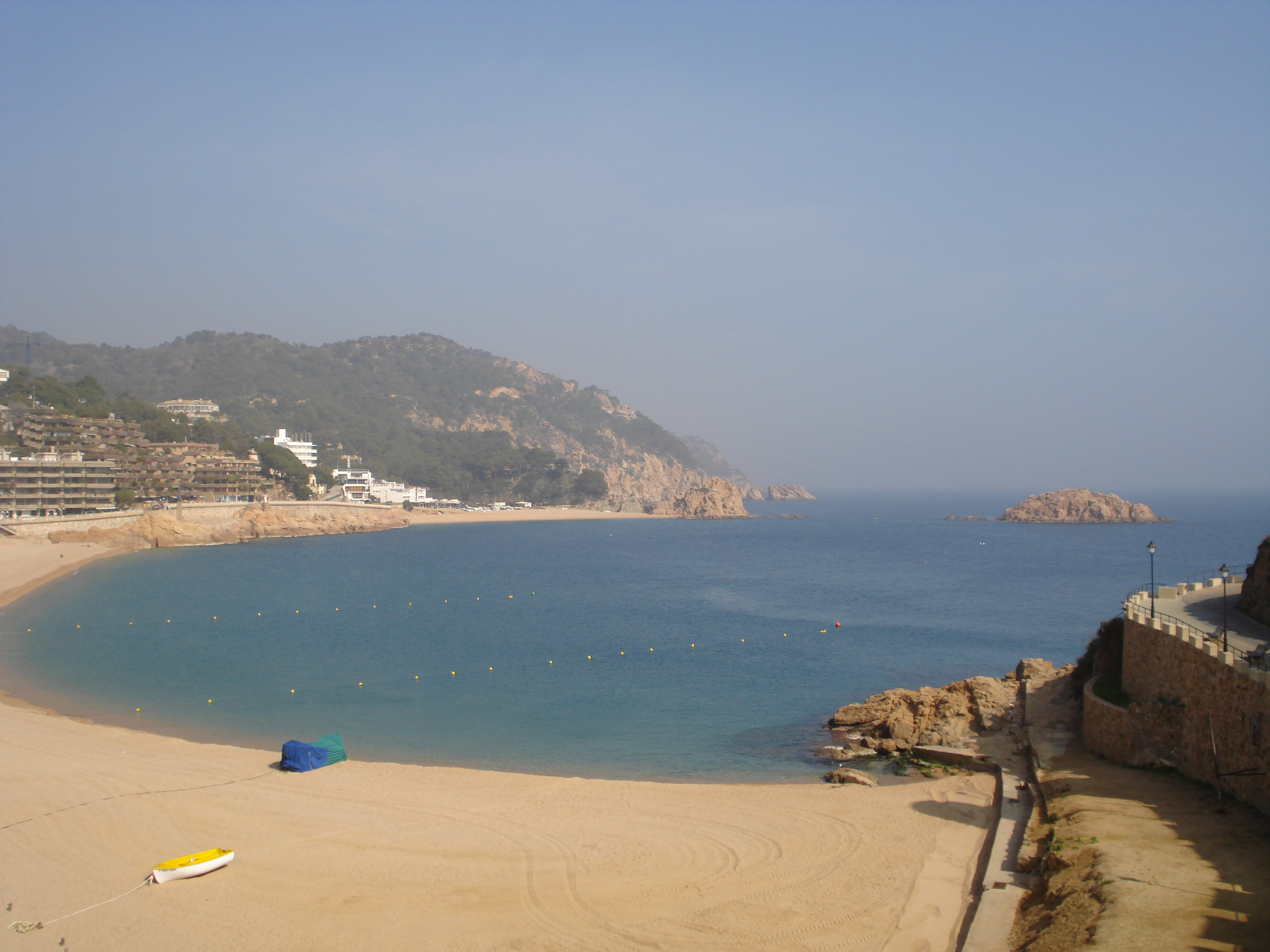
Strand im Winter

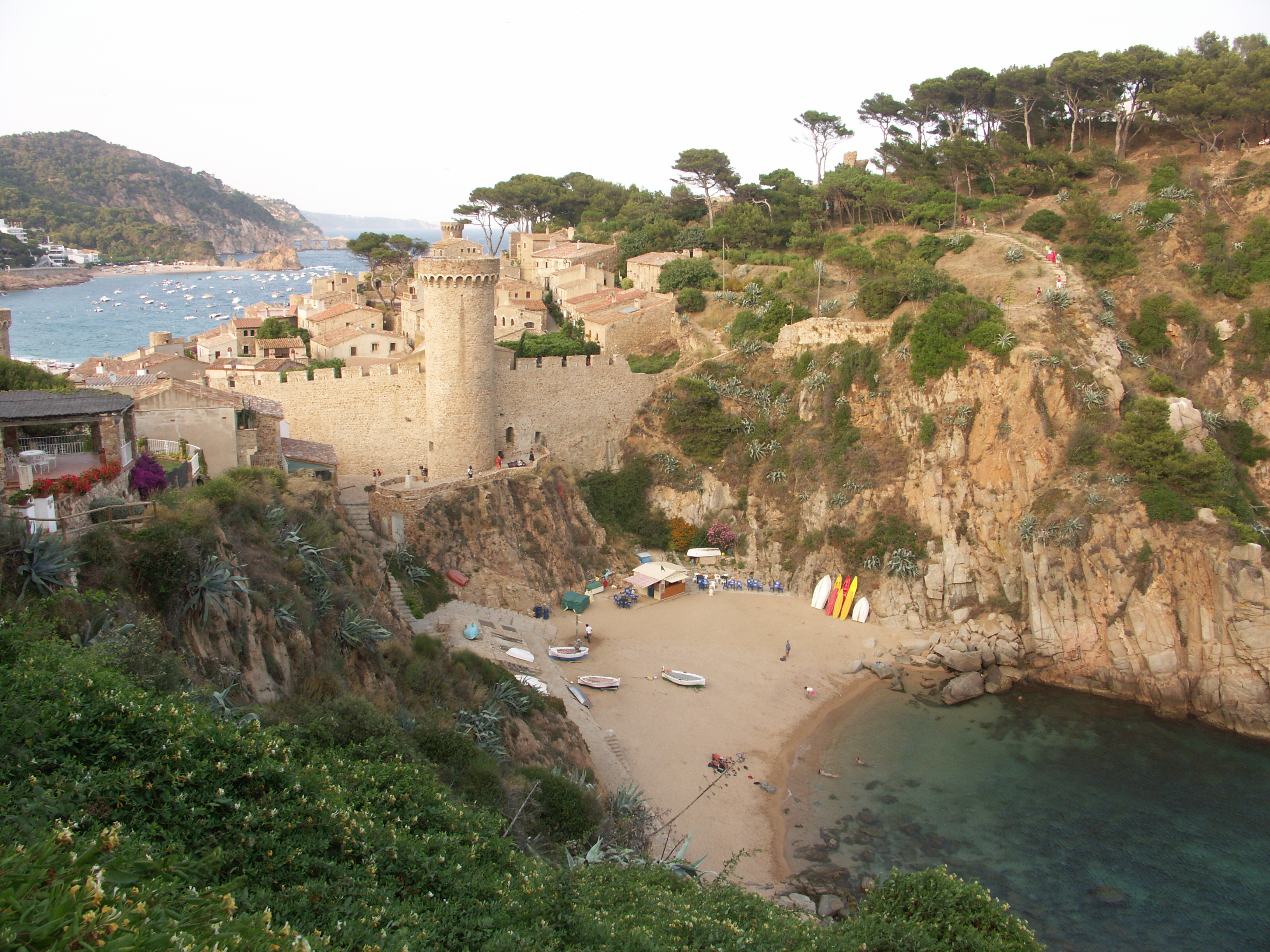
Tossa de Mar – Cala Es Codolar

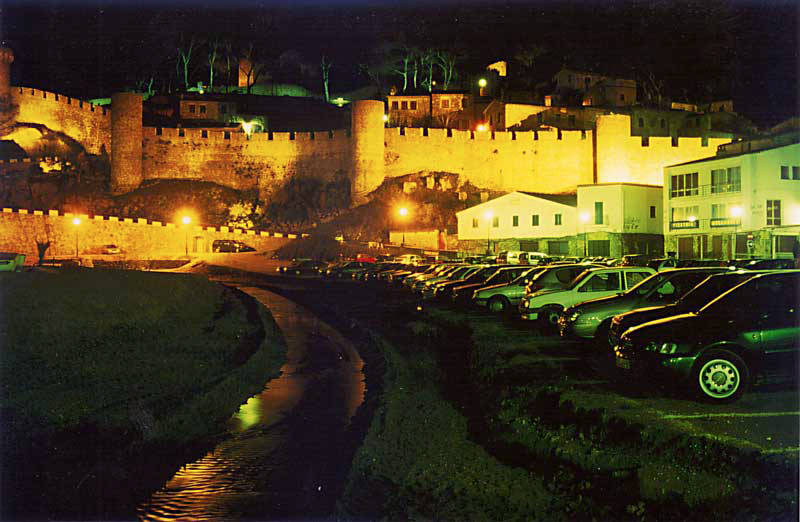
Tossa de Mar bei Nacht

Drei Sandstrände und eine attraktive Uferpromenade prägen den Badetourismus im Ort. Die nördliche Platja de la Mar Menuda in einer nur 180 m langen Bucht ist grobkörnig-kieselig und wird von Felsen begrenzt. Auf Grund seiner Legende San Ramón de Penyafort ist dieser Strand, der auch intensiv für Taucher genutzt wird, in ganz Spanien bekannt. Der Stadtstrand – Platja Gran, 400 m lang und 50 m breit – ist ebenfalls grobsandig, jedoch sehr beliebt wegen seiner unmittelbaren Nähe zu Altstadt und Festung und zahlreichen Cafés und Restaurants auf der Flaniermeile zum Touristenhafen, an dem mehrmals täglich Ausflugsboote anlanden. Ein kleiner vom Wind geschützter Strand südlich der Festung (90 m, Platja del Codolar) liegt ruhig unterhalb des historischen Stadtkerns. Darüber hinaus gibt es im Gemeindegebiet von Tossa de Mar elf weitere Strände und Badebuchten.
Die touristische Infrastruktur ist durch kleinere und mittlere Hotels, Pensionen, Ferienappartements und Campingplätze geprägt. Die meisten gastronomischen Betriebe befinden sich an der Promenade, einige jedoch auch in den steilen Gassen der Altstadt und innerhalb der Stadtmauern.
Exkursionen mit Glasboden-Booten sowie Schiffsexkursionen entlang der zerklüfteten Küste nordöstlich nach Sant Feliu de Guíxols und weiter nach Palamós oder südwestlich nach Blanes sind im Angebot.
In Tossa de Mar beginnt auch eine ca. 13 km lange Panoramastraße nordöstlich nach Sant Feliu de Guixols durch eine zerklüftete Felslandschaft inmitten von Steineichen- und Pinienwäldern hoch oberhalb kleiner Sandbuchten mit Ferien-Appartementsiedlungen und Campingplätzen. Die Straße verläuft in Haarnadelkurven dicht am Klippenrand entlang; mehrere Parkbuchten bieten Aussichtspunkte (Miradores) auf die bizarre Landschaft, die Ferran Agulló mutmaßlich im Sinne hatte, als er 1908 dem 220 km langen Mittelmeer-Küstenabschnitt zwischen der französischen Grenze und Barcelona den Namen Costa Brava verlieh. Eine Reihe von kleinen Buchten mit Stränden und kleinen Siedlungen von Ferienhäusern, die zum Gemeindegebiet von Tossa gehören, finden sich an diesem Küstenabschnitt und sind von der Küstenstraße aus erreichbar. Auch südlich der Stadt befinden sich eine Reihe kleiner Strände. Dies sind:
| Bucht                 | Lage                       | Bild |
| --------------------- | -------------------------- | ---- |
| Cala Bona             | ⊙ 3 km nördlich von Tossa  |      |
| Cala Llevadó          | ⊙ 3 km südlich von Tossa   | 0    |
| Cala Pola             | ⊙ 4 km nördlich von Tossa  |      |
| Cala d'en Carlos      | ⊙ 3 km südlich von Tossa   | 0    |
| Cala Giverola         | ⊙ 5 km nördlich von Tossa  |      |
| Cala Llorell          | ⊙ 3,5 km südlich von Tossa | 0    |
| Cala Futadera         | ⊙ 6 km nördlich von Tossa  | 0    |
| Cala de Porto Pi      | ⊙ 4,5 km südlich von Tossa | 0    |
| Cala Salionç          | ⊙ 8 km nördlich von Tossa  |      |
| Cala Morisca          | ⊙ 5 km südlich von Tossa   | 0    |
| Platja de Vallpregona | ⊙ 11 km nördlich von Tossa | 0    |

## Sehenswürdigkeiten

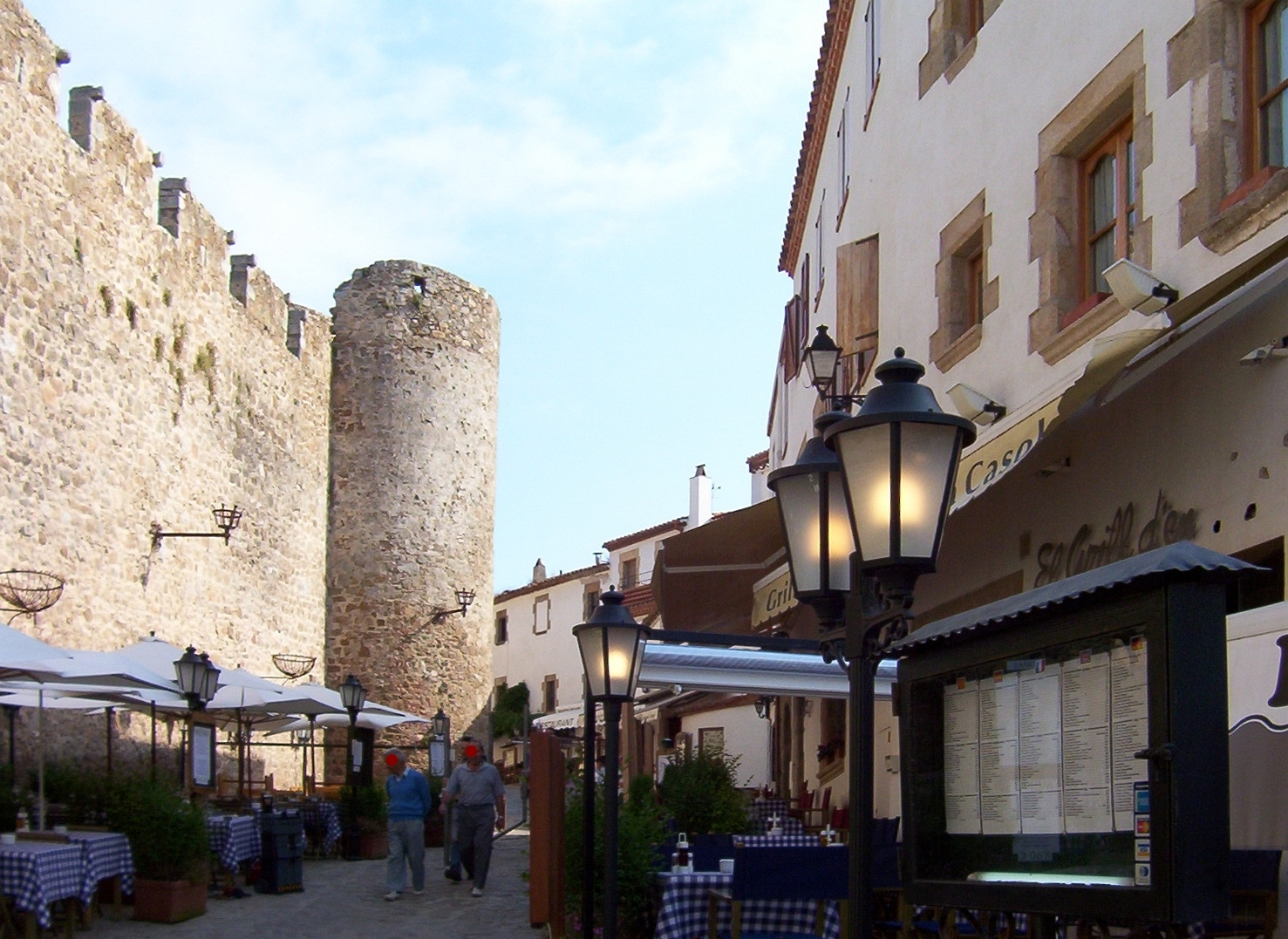
Restaurant-Meile entlang der Stadtmauer in der Neustadt

Tossa de Mar gliedert sich in eine Altstadt (Vila Vella) und eine „Neustadt“ (Vila Nova), die jedoch ebenfalls historische Straßenzüge und Gebäude umfasst. Der Unterschied besteht darin, dass die unter Denkmalschutz befindliche Altstadt innerhalb der mittelalterlichen Stadtummauerung mit Wehrtürmen liegt und die Neustadt außerhalb.
Neben der Altstadt stehen eine Vielzahl von anderen Gebäuden unter Denkmalschutz. Siehe hierzu die Liste der Kulturdenkmäler in Tossa de Mar.

### Vila Vella

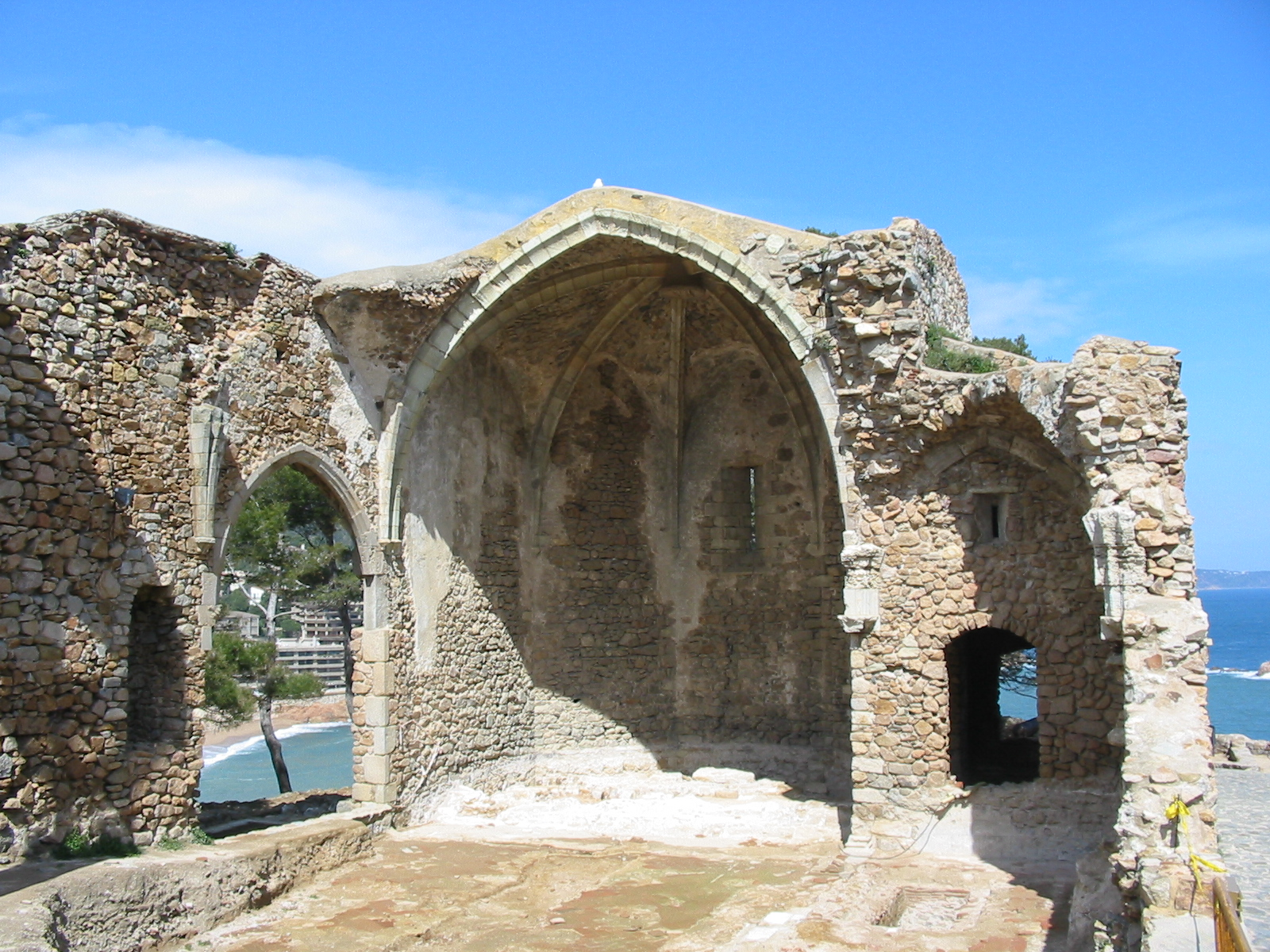
Gotische Kirchenruine

- Die Stadtmauer mit 7 Türmen entstand im 12. sowie zu Beginn des 13. Jahrhunderts; ihre endgültige, heute im Wesentlichen sichtbare Gestalt nahm sie Ende des 14. Jahrhunderts an. Von den 7 Türmen sind 3 in zylindrischer Form gebaut und tragen noch ihre ursprünglichen Namen: Torre des Codolar, Torre de ses Hores (Stundenturm) und Torre d’en Joanàs auf einem Felskap am Meer. Die vier anderen Türme sind größer.
- Von der im 16. Jahrhundert ausgebauten Piratenfestung auf dem Hügel steht noch ein Wachturm (Can Magí).
- Von der gotischen Kirchenruine bei der Festung sind Apsis, Reste des Langhauses und des rechten Querhauses erhalten.
- In den engen Gassen, die über steile Treppenaufgänge durch die Villa Vela aufwärts führen, sind noch ca. 80 Häuser bewohnt. Darin befinden sich auch einige Lokale.
- Der ehemalige Gouverneurspalast an der Südseite der Altstadt wird seit 1935 als Museu Municipal genutzt. Neben archäologischen Fundstücken aus dem Neolithikum und aus der römischen Vorläufersiedlung werden Bilder der Künstler, die nach 1900 den Ort als Motiv entdeckten, präsentiert; neben Marc Chagall waren hier auch u. a. auch Olga Sacharow und Oskar Zügel am Werk.
- Die Römische Villa Ametllers (1. Jahrhundert v. Chr. – 6. Jahrhundert n. Chr.) gehörte zu der römischen Provinz Tarraconensis. Sie besteht aus zwei Teilen, der ländliche und der rustikale. Besucher können durch die Spa-Anlage, das zentrale Heizsystem, die Mosaike und die Fruchtpressanlagen einen Eindruck über ihren Wert bekommen. Teile von Mosaiken, Stuck und Elemente von Skulpturen bestätigen den Reichtum der Inhaber zur damaligen Zeit. Die Keramikvasen stammen aus mediterranem Handel. Landwirtschaftliche und Fischereitätigkeiten kommen durch die verschiedenen landwirtschaftlichen Geräte und Werkzeuge sowie Angeln zu Tage. Das Alltagsleben wird darüber hinaus durch andere Gegenstände wie Haarklammern, kleine Löffel und Knochen sowie Elfenbeingegenstände illustriert.[4]
- Die sogenannte Pariser Kirche, die dem Märtyrer Vincent von Saragossa gewidmet wurde, wurde am 29. November 1775 nach 29-jähriger Bauphase eingeweiht. Die Kirche ist eine der größten in der Diözese und kann bei wichtigen Festlichkeiten die gesamte Bevölkerung von Tossa de Mar aufnehmen. Ein Großteil der Einrichtung wurde während des Bürgerkrieges im Jahr 1936 zerstört. Im Inneren der Kirche befindet sich die Kapelle St. Sebastian, ein von den lokalen Bewohnern viel verehrter Heiliger. Ihm wird jedes Jahr am 20. Januar gedacht.

### Vila Nova

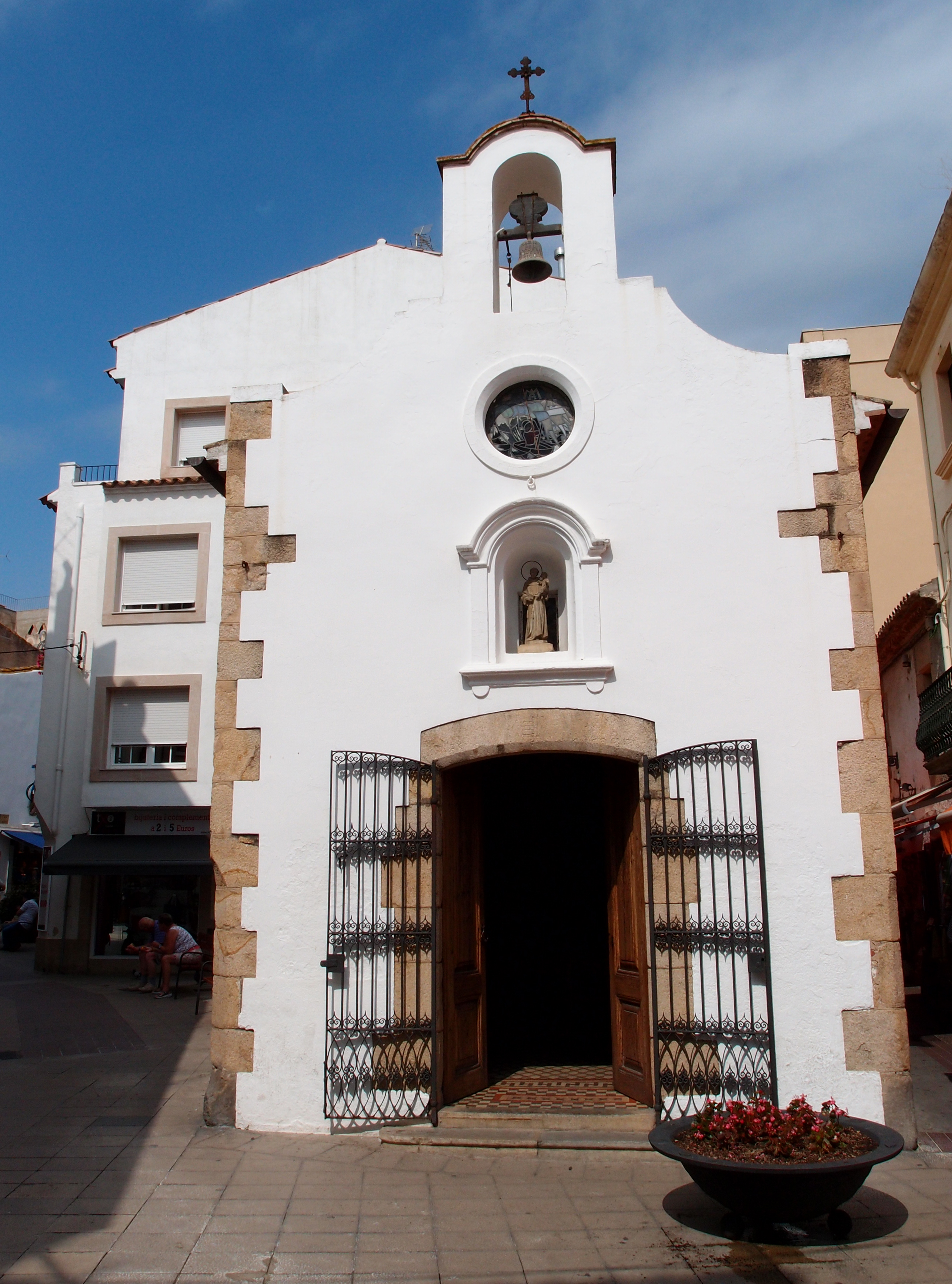
Capella de la Verge dels Socors

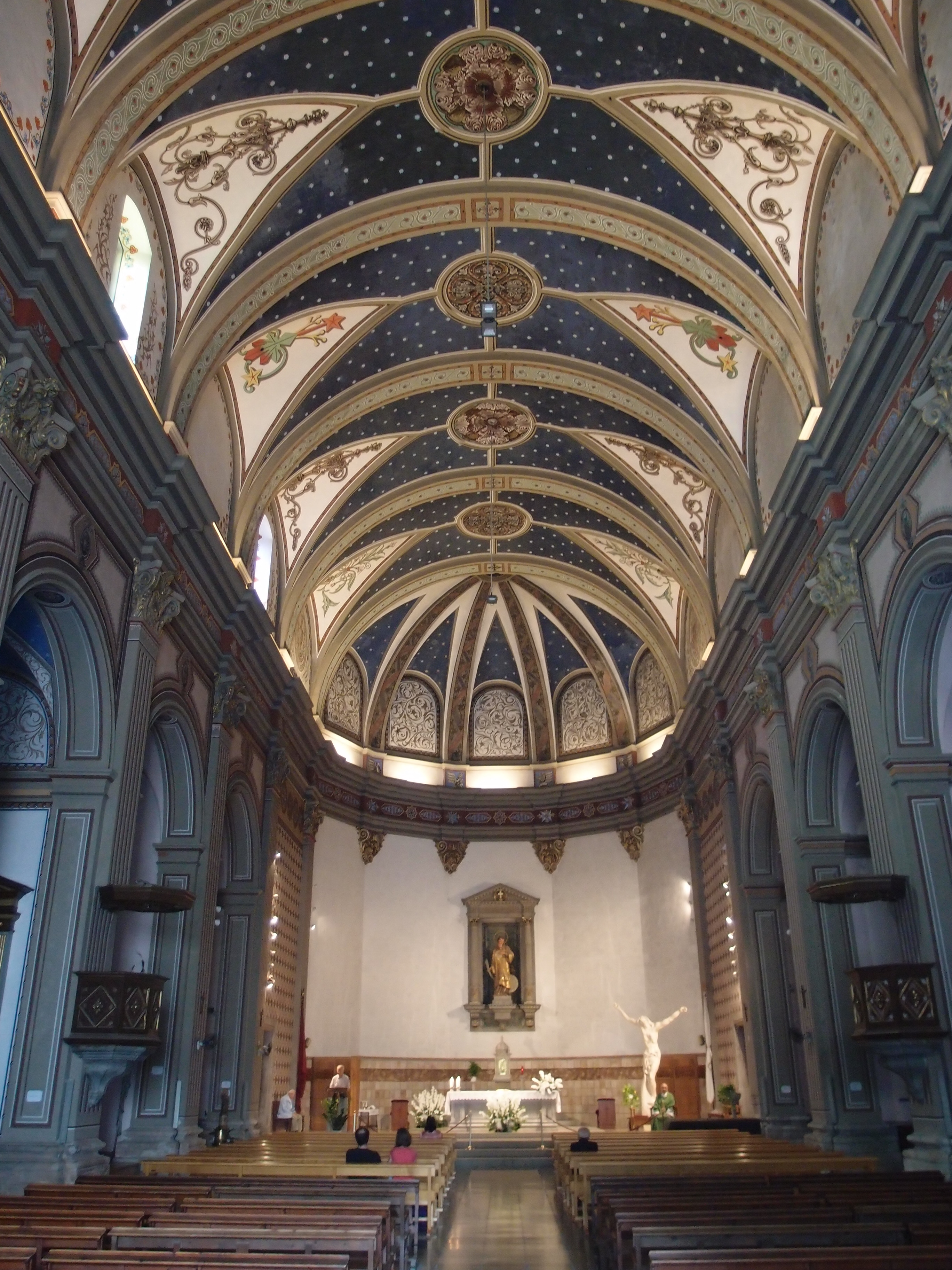
Sant Vicenç

Die Straßenzüge der Unterstadt sind das touristische Zentrum mit einer Vielzahl von gastronomischen Einrichtungen und kleinen Einzelhandelsgeschäften, die Souvenirs und regionale Produkte verkaufen.
- An der Plaça d’Espanya steht die Kapelle Unserer Lieben Frau von Socorro aus dem 16. Jahrhundert. Sie enthält Bausubstanz eines Vorgängerbaus, wurde aber mehrfach umgestaltet.
- Auch die Barockkirche Sant Vicenç (1755 begonnen) ersetzte einen älteren Kirchbau.
- Das Armen-Hospital Sant Miquel wurde 1733 von Tomàs Vidal i Rey errichtet. Die Zwei-Flügel-Anlage mit Innenhof hat eine Kapelle mit einem Barockaltar.
- Am Westrand der Unterstadt befindet sich die archäologische Ausgrabungsstätte der römischen Siedlung.

### Außerhalb der Stadt

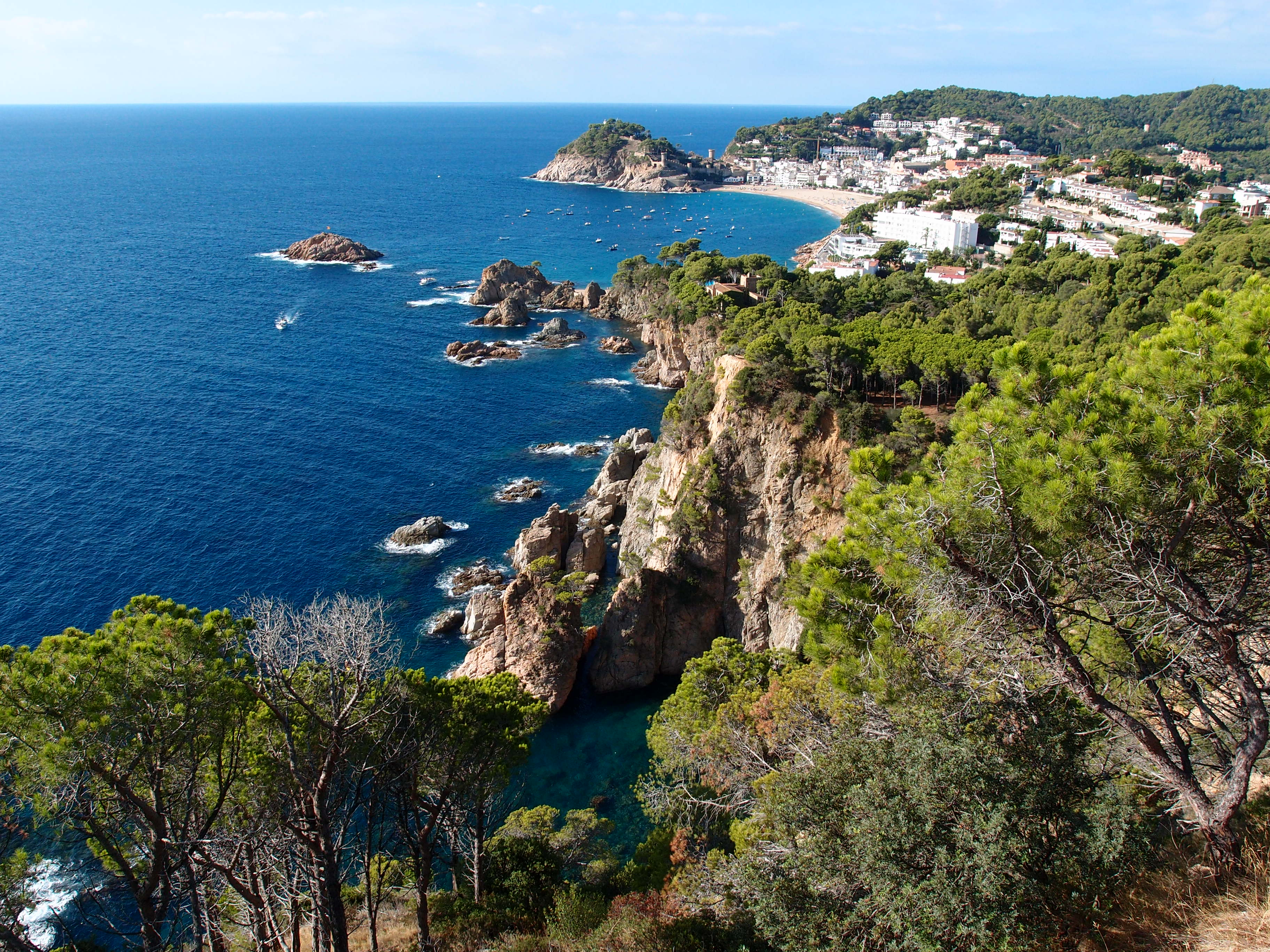
Aussicht auf Tossa de Mar von der Panoramastraße

In der Ermita de Sant Grau siedelte der Überlieferung zufolge der Lokalheilige Gerbert d’Aurillac, Gründer der von den Hugenotten zerstörten Benediktiner-Abtei von Aurillac, der zeitweise im 9. Jahrhundert in Katalonien wirkte. Die Ermita liegt 360 Meter hoch in den Bergen abseits der Panoramastraße nach Sant Feliu de Guixols. Der ursprüngliche Bau wurde durch einen neugotischen von 1882 ersetzt. Das Panorama reicht weit über das felsige Küstengebirge zum Meer.

### Städtisches Museum
Das städtische Museum, im späten gotischen Stil erbaut, liegt innerhalb der Altstadt. Das Gebäude war früher der Wohnsitz der gerichtlichen Regierungsoberhäupter und der Gesandten, wie z. B. den Äbten des Klosters Santa Maria de Ripoll.
Das Museum wurde am 1. September 1935 eröffnet. Es beherbergt eine wichtige Sammlung zeitgenössischer Kunst mit Werken spanischer und internationaler Künstler, die Tossa de Mar während der 1930er Jahre besucht hatten. Die archäologische Abteilung zeigt Fundstücke, die vom paläolithischen Zeitalter bis zum späten Mittelalter reichen. Von besonderer Bedeutung sind die Mosaike, die im Atrium der römischen Villa der Ametllers gefunden wurden und vom Ende des 4. Jahrhunderts bis zu Beginn des 5. Jahrhunderts stammen.

## Feste
- 20. bis 21. Januar: El Pelegrí de Tossa („der Pilger von Tossa“) ist ein Fest, das auf die Pest zurückgeht, die im 15. Jahrhundert in der Stadt wütete
- 1. Mai: Fest des Heiligen Kreuzes
- erster Sonntag im Juni: Dia del Pescador (‚Tag der Fischer‘), Fest am Strand
- 29. Juni: Patronatsfest des heiligen Petrus mit Sardanas, Konzerten, Feuerwerk, Darbietung von Kunsthandwerk
- letzter Sonntag im August: Concurs de pintura ràpid („Schnell-Mal-Wettbewerb“)
- Jährlich findet am letzten Septemberwochenende ein Treffen luftgekühlter Volkswagen statt. Während dieser Veranstaltung werden von der Stadt mehrere Straßenzüge vorübergehend gesperrt. Das Treffen ist das größte in Spanien und findet seit zwölf Jahren in Tossa de Mar statt. 2005 sprachen die Veranstalter von über 200 teilnehmenden Fahrzeugen.
- 13. Oktober: Gedächtnis Papst Silvesters II.

## Persönlichkeiten
- Andrés Velencoso (* 1978), Schauspieler und Model